# Gephyromantis tandroka
A Gephyromantis tandroka   a kétéltűek (Amphibia) osztályába és  a békák (Anura) rendjébe aranybékafélék (Mantellidae) családjába tartozó faj. 

## Előfordulása
Madagaszkár endemikus faja. A sziget északkeleti részén, a Marojejy-masszívumban, 700–140 m-es tengerszint feletti magasságban, érintetlen esőerdőkben honos.

## Nevének eredete
Nevét a malgas tandroka (szarv) szógól alkották, utalva a szemei közötti két, szarvra emlékeztető kinövésre. 

## Megjelenése
Közepes méretű  Gephyromantis faj. A hímek testhossza 39 mm körüli, a nőstényeké 40–45 mm. Színe változatos, felső ajka mentén általában nincs fehér csík. Szemei között két feltűnő dudor található.  

## Természetvédelmi helyzete
A vörös lista a mérsékelten fenyegetett fajok között tartja nyilván, mivel kevesebb mint öt helyen figyelték meg. Egy védett területen a Marojejy Nemzeti Parkban is megtalálható. Fő veszélyt élőhelyének elvesztése jelenti számára a mezőgazdaság, a fakitermelés, a szénégetés, a legeltetés, az inváziv eukaliptuszfajok terjedése és a lakott települések terjeszkedése következtében. 